# Candy (Roman)
Candy ist ein 2005 erschienener Roman des britischen Schriftstellers Kevin Brooks. In Deutschland wurde Candy erstmals 2006 vom dtv Extra Verlag veröffentlicht. Uwe-Michael Gutzschhahn übersetzte den Originaltext vom Englischen ins Deutsche.

## Handlung
Am Londoner U-Bahnhof, unterwegs zu einem ärztlichen Termin trifft Joe Candy. Joe ist sich nicht sicher, welchen Weg er gehen soll. Da spricht Candy ihn an, klar und selbstsicher. Er lädt sie zu einem Donut ein und beim Gespräch kommen sie sich angenehm nah. Joe erzählt ihr von sich und seinem Leben, ist aber immer noch wie betäubt von ihrem Anblick. Plötzlich taucht eine für Joe unbekannte Gestalt auf; Iggy (Ignatius Ithacia), Candys Zuhälter. Ein massiger, dunkler Mann der Joe sofort  zu verstehen gibt, was mit ihm passieren wird, wenn er Candy wieder sieht: Er werde ihm die Kehle durchschneiden. Schnell verlässt Joe das Restaurant und verschwindet nach Hause. Die Ereignisse verlassen nicht mehr seinen Kopf. Er kann nur noch an Candy und Iggy denken. Wer ist sie wirklich? Er schnappt sich seine Gitarre und beginnt einen Song zu schreiben. Einen Song über Candy. An diesem Abend erzählt seine Schwester Gina Joe von der Verlobung mit ihrem liebevollen und gutherzigen Freund Mike.
Am nächsten Tag bemerkt Joe einen Zettel in seiner Hosentasche. Eine einfache Visitenkarte auf der nur "Candy" und ihre Handynummer steht. Nach einer Woche findet er den Mut sie anzurufen und sie verabreden sich im Zoo. Um sich mit Candy treffen zu können, schwänzt er die Schule und lügt seine Schwester an. Im Zoo amüsieren sich Joe und Candy prächtig, sie schauen sich Tiere an und unterhalten sich. Alles scheint noch normal bis Candy im Badezimmer verschwindet und taumelnd und kichernd zurückkommt. Sie zerrt ihn mit sich ins Nachttierhaus, wo sie ihn lang und leidenschaftlich küsst. Bevor sich ihre Wege wieder trennen lädt Joe sie zu einem Konzert seiner Band ein, in einem kleinen Club namens The Black Room. Joes strenger Vater findet heraus, dass Joe nicht in der Schule war und erteilt ihm Hausarrest.
Joes Vater erlaubt ihm jedoch zu dem Konzert zu gehen. Gina und Mike sind zu dem Auftritt gekommen, doch zu Joes Bedauern ist Candy nicht dort. Obwohl die vier Jungs bloß die Vorband von Bluntslide sind, bringen sie das Publikum zum Toben. Sie liefern einen glänzenden Auftritt. Als die Band ihren letzten Song, "Candy", spielt bemerkt Joe, dass Candy doch gekommen ist und vor ihm tanzt. Plötzlich erscheint auch Iggy und zerrt Candy mit sich. Als Mike versucht ihr zu helfen, schlagen Iggys Freunde auf ihn ein.
Am nächsten Tag fährt Joe zu dem Bahnhof, an dem er Candy getroffen hat, um sie dort zu suchen. Tatsächlich sieht er Iggy wie er an den Leuten vorbei hetzt und in einer engen Seitenstraße verschwindet. Joe folgt ihm und kommt schließlich an einem kahlen weißen Haus an. Joe geht hinein und findet Candys Wohnung. Aus Angst vor Iggy macht sie bloß unfreiwillig auf. Das Zimmer ist ein Chaos; überall liegen Klamotten und Zigarettenstummel herum. Plötzlich steht Iggy vor der Tür und Candy scheucht Joe ins Bad. Iggy bemerkt Nichts und ist gerade im Begriff zu gehen, als Joes Handy klingelt. Iggy stürmt ins Bad und schneidet ihm beinahe die Kehle durch.
Candy schlägt Iggy mit einer Lampe bewusstlos. Iggy wird gefesselt und Joe und Candy fliehen. Kurz fährt Joe mit Candy zu sich nach Hause und stellt sie dort Gina und Mike vor, während sein Vater auf Geschäftsreise ist. Joe hat die Idee, dass sie sich vorübergehend in dem Landhaus verstecken können, welches Joes Familie gehört. Sie fahren mit der Bahn und nach dem Einsetzen der Dunkelheit erreichen sie schließlich das Cottage. Candy, die heroinabhängig ist, beschließt einen Entzug zu machen. Dann erhält Joe einen Anruf von Iggy: Iggy hat Gina entführt und stellt Joe vor die Wahl: Gina oder Candy.
Joe verrät ihren Aufenthaltsort an Iggy und auch Mike erfährt von dem Telefonat. Die beiden Männer machen sich sofort auf den Weg zum Cottage. Mike erscheint als Erster dort. Nur wenige Minuten später trifft auch Iggy ein. Er bleibt draußen im Wagen und redet durch das Fenster mit Joe. Iggy erinnert Joe an die Vereinbarung und stellt ihn wieder vor die Wahl. Candy greift ein Messer und geht nach draußen, auf Iggy zu und schneidet ihm die Kehle durch.
Sie wird in eine Psychiatrische Klinik eingeliefert und Joe lebt sein "normales" Leben weiter, sofern man es noch normal nennen kann.

## Personen
Joe Beck Der 16-jährige Joe Beck ist der Sohn eines Arztes und lebt in dem Nobelviertel, Heystone, eines Londoner Vorort zusammen mit seinem Vater und seiner älteren Schwester Gina. Mit drei Freunden spielt er in einer Punkrockband, The Katies, die Gitarre oder abwechselnd auch den Bass. Wenn er nicht mit seiner Band beschäftigt ist, geht er gerne im Skateboardpark skaten. Er ist eher schüchtern und versteckt sich oft hinter seinen langen, braunen Haaren.
Candy Die 17-jährige Candy, eigentlich Candice, ist eine heroinabhängige Prostituierte. Vor einigen Jahren rannte sie von ihrem Elternhaus weg und entschied sich für ein Leben in den Gassen von London, voller Drogen, Ängste und Gewalt. Sie ist ein bildschönes Mädchen, von ihren dunklen Mandelaugen und kastanienbraunem Haar bis zu ihrer hellen Haut und ihren langen Beinen. Von ihrem anstrengenden Leben scheint sie abgehärtet, doch wenn man hinter ihre mühsam aufgebaute Fassade schaut, sieht man, sie ist alles andere als das: ein eingeschüchtertes und hilfloses Mädchen.

## Auszeichnungen
- Angus Book Award 2007